# Max Raabe
Max Raabe, vlastním jménem Matthias Otto (* 12. prosince 1962 Lünen) je německý zpěvák. Narodil se v Lünenu. K hudbě z 20. a 30. let 20. století se dostal prostřednictvím historických filmů. Hudbu následně studoval na Universität der Künste v Berlíně. V roce 1985 zde spolu s dalším studenty založil soubor Palast Orchester. Ten se zaměřuje na coververze písní jiných interpretů, například Britney Spears a Toma Jonese. V roce 2004 poprvé vystupoval ve Spojených státech amerických, nejprve v Los Angeles a následujícího roku i v newyorské Carnegie Hall.